# 동두천여자중학교
동두천여자중학교(東豆川女子中學校)는 대한민국 경기도 동두천시 생연동에 있는 사립 중학교이다.

## 학교 연혁
- 1959년 12월 9일 : 학교법인 청룡 학회 설립인가
- 1962년 10월 30일 : 홍정희 이사장 취임
- 1969년 11월 17일 : 동두천여자중학교 설립인가(총 9학급)
- 1970년 2월 12일 : 학급 증설 인가 (총 12학급)
- 1970년 3월 2일 : 경기도 동두천읍 생연리 산 43번지에 동두천여자중학교 개교
- 1970년 3월 2일 : 초대 장봉상 교장 취임
- 1973년 2월 19일 : 제1회 졸업 (242명)
- 1981년 2월 17일 : 학급 증설 인가 (총 18학급)
- 1996년 3월 8일 : 청룡학원으로 법인명 변경
- 1998년 10월 20일 : 청룡수련관 준공
- 2004년 3월 1일 : 원동연 이사장 취임
- 2022년 1월 6일 : 제50회 졸업식(121명 졸업)
- 2022년 9월 1일 : 제14대 강철 교장 취임

## 참고 자료
- 동두천여자중학교 - 한국교육학술정보원 학교알리미